# Міхай I
Міхай I (Михайло; рум. Mihai I [miˈhaj]; 25 жовтня 1921, Сіная, Румунське королівство — 5 грудня 2017, Швейцарія) — король Румунії в 1927–1930 і 1940–1947 роках, з династії Гогенцоллернів-Зигмарингенів, Маршал Румунії (1941).

## Життєпис
Обіймав престол двічі: у перший раз дитиною, а вдруге дуже молодою людиною (19–26 років) і впливу на політику, загалом, не чинив. Однак під час другого царювання здійснив один, але досить значний для своєї країни вчинок — вивів Румунське королівство з гітлерівської коаліції (1944). Наймолодший (і останній на 2017 рік) кавалер вищого радянського військового ордена «Перемога».
Єдина дитина кронпринца Кароля (майбутнього Кароля II) і принцеси Олени Грецької, онук Фердинанда I. Правнук великої княжни і королеви Греції Ольги Костянтинівни і правнук великої княжни Марії Олександрівни. У 1925 році Кароль вирушив за кордон зі своєю коханкою Оленою Лупеску і після цього скандалу зрікся престолонаслідування. Таким чином, 4-річний Міхай став спадкоємцем свого діда і, коли той помер в липні 1927 року, неповних шести років вступив на престол. Праправнук російського імператора Олександра II.
До 1930 роки царював під опікою регентів, але в тому ж році батько Міхая, Кароль, повернувся в країну на запрошення політиків, незадоволених регентством ; він змістив сина і став царювати як Кароль II, а Міхай став його спадкоємцем з титулом «великий воєвода Алба-Юлії». Кароль зосередив у своїх руках велику владу, але його диктатура була неефективною через його загальну некомпетентність та ексцентричність. У 1940 році Румунське королівство зазнало чутливу політичну поразку: Бессарабія була приєднана до СРСР, а частина Трансільванії за Віденським арбітражем відійшла до Королівства Угорщина. Незабаром після цих подій маршал Іон Антонеску здійснив державний переворот і змістив Кароля II, який знову залишив країну.
Знову зійшовши на престол в 19-річному віці, юний монарх був приречений на роль маріонетки Антонеску, не маючи фактично ніяких повноважень. У цей час Румунське королівство активно бере участь у Другій світовій війні. Одного разу Міхай сказав бабці: «Я навчився не говорити те, що я думаю, і посміхатися тим, кого я повинен ненавидіти».
Коли радянські війська наблизилися до кордону Королівства Румунія і розгромили німецькі сили в Яссько-Кишинівській операції, Міхай у серпні 1944 року, об'єднавшись з антифашистською опозицією, наказав заарештувати Антонеску і пронімецьких генералів і оголосив війну Третьому Рейху. У Бухарест після того були введені радянські війська, і союзна румунська армія разом з червоною билася проти гітлерівської коаліції на території Королівства Угорщина, а потім в Австрії.
У березні 1945 року в Королівстві Румунія опинився у влади уряд, підтриманий Москвою, і два з гаком роки Румунія залишалася чимось на зразок «соціалістичної монархії». Молодого короля прозвали в Москві «король-комсомолець». 6 липня 1945 Міхай був нагороджений радянським орденом «Перемога» (№ 16) — за вивід Королівства Румунія з табору союзників Третього Рейху, який помітно прискорив розгром гітлерівської коаліції. Він отримав цю нагороду третім з іноземців (після Ейзенхауера і Монтгомері, але до Роля — Жимерського і Тіто). У грудні 1947 року Комуністичний уряд скасував монархію, і Міхай був змушений емігрувати. Міхай позбувся престолу останнім з трьох монархів східноєвропейських держав, що опинилися після війни в сфері впливу СРСР (після короля Югославії Петра II і царя Болгарії Симеона II).

## Сім'я та діти
Оселившись у Швейцарії, Міхай в 1948 році одружився з принцесою Анною Бурбон-Пармською (нар. 1923; у монархістів вважається королевою Румунії). Від цього шлюбу народилося п'ять дочок 
- Маргарита (нар. 26 березня 1949),
- Олена (нар. 15 листопада 1950),
- Ірина (нар. 28 лютого 1953),
- Софія (нар. 29 жовтня 1957),
- Марія (нар. 13 липня 1964), синів немає. У 1997 році Міхай одноосібно змінив законодавство румунського королівського дому, допустивши жінок до престолонаслідування (у сім'ї Гогенцоллернів традиційно був прийнятий салічний закон) і проголосив старшу дочку Маргариту кронпринцесою Румунії.

Прийняв швейцарське громадянство (як принц Михайло фон Гогенцоллерн-Зігмарінген). Захопився авіацією, пілотував комерційні літаки, а потім працював в авіаційній компанії.
Повалення соціалістичної влади у Румунії зробило можливим повернення Міхая на батьківщину. Він вперше приїхав туди в 1992 році, дуже ненадовго і з великою кількістю обмежень; республіканський уряд явно побоювався якогось перевороту на його користь, хоча 71-річний Міхай, наскільки можна судити, не прагнув і не прагне цього. Лише у 1997 році, після відходу уряду Йона Ілієску, Міхаю повернули румунське громадянство, і він зміг знову приїхати до Румунії. Він регулярно відвідував країну, але жив у Швейцарії. Права на королівські маєтки і замки він віддав уряду за 30 мільйонів євро.
У 2005 році, під час урочистостей з нагоди 60-річчя Перемоги, король Міхай, єдиний живий кавалер вищого радянського військового ордена «Перемоги», відвідав Москву, де В. В. Путін вручив йому ювілейну медаль «60 років Перемоги у Великій Вітчизняній війні 1941—1945».
У 2010 році король Міхай відвідав парад Перемоги у Москві, як єдиний живий верховний головнокомандувач збройними силами держави у Другій світовій війні.
У день свого 90-річчя виступив з промовою у Парламенті Румунії.
Ім'я Міхая I серед інших висічене на Меморіальній дошці на честь кавалерів ордена «Перемога», встановленої в Великому Кремлівському палаці.
Після його смерті, 5 грудня 2017 року, спадкоємницею Румунською корони та головою Румунської королівської родини стала старша донька Маргарита.

## Нагороди

### Румунія
- Орден Зірки Румунії, великий хрест
- Орден Корони Румунії, великий хрест
- Орден Михая Хороброго 3-го, 2-го і 1-го класу (9 листопада 1941) — отримав 3 нагороди одночасно; нагороджений Іоном Антонеску.
- Почесний громадянин повіту Келераш, міст Текіргіол і Крайова і села Стремц
- Почесний професор наступних навчальних закладів:
  - Бухарестська економічна академія
  - Бухарестський університет аграрних наук і ветеринарної медицини
  - Християнський університет Димитрія Кантеміра
  - Політехнічний університет Бухареста
  - Університет Пітешті
  - Бухарестський університет
  - Університет медицини і фармакології імені Віктора Бабеша
  - Політехнічний університет Тімішоари
  - Університет аграрних наук і ветеринарної медицини Клуж-Напоки
  - Національний університет оборони імені Кароля I
  - Ясський університет
- Медаль Александру Шафрана
- Почесна емблема Румунської армії (24 жовтня 2012)

### Греція
- Орден Спасителя, великий хрест особливого ступеня
- Орден Святих Георгія і Костянтина, великий хрест з ланцюгом
- Орден Георга I, великий хрест
- Медаль «100 років Грецькому королівству»

### Італія
- Вищий орден Святого Благовіщення з ланцюгом (1941)
- Орден Святих Маврикія та Лазаря, великий хрест (1941)
- Орден Корони Італії, великий хрест (1941)

### Британська імперія
- Королівський Вікторіанський орден, великий хрест з ланцюгом
- Коронаційна медаль Георга VI
- Вільний громадянин міста Лондон
- Ліврейна людина Почесної компанії воскових свічкових фабрикантів

### Чехія
- Орден Білого лева, великий хрест
- Хрест Заслуг Міністерства оборони Чеської Республіки 1-го класу
- Почесний громадянин міста Кромержиж

### Франція
- Орден Почесного легіону, великий хрест
- Орден Святого Лазаря, великий хрест з ланцюгом

### Інші країни
- Орден Леопольда I, великий хрест (Бельгія)
- Королівська медаль Відплати особливого класу (Данія)
- Орден Білої троянди (Фінляндія), великий хрест з ланцюгом (1942)
- Орден Білого Орла, великий хрест (Польща)
- Орден «Перемога» (СРСР; 6 липня 1945)
- Медаль 50-річчя короля Карла XVI Густава (Швеція)
- Легіон Заслуг (США), головнокомандувач
- Ювілейна медаль «60 років Перемоги у Великій Вітчизняній війні 1941—1945 рр.» (Росія, 2015)

## Цікаві факти
- Міхай I був останнім живим кавалером ордена «Перемога».